# Tecmo Super NBA Basketball
Tecmo Super NBA Basketball (テクモスーパーNBAバスケットボール?) är ett basketspel till NES utgtivet av Tecmo till SNES. Spelet är uppföljaren till Tecmo NBA Basketball, och släpptes ett år senare även till Sega Mega Drive, då i uppdaterad version.

## Handling
Spelet utspelar sig under NBA-säsongen 1992/1993, men man kan dock välja att spela 1992 års allstarmatch.

### Fotnoter
1. 1 2 3 4 5 6  Tecmo Super NBA Basketball Arkiverad 9 februari 2012 hämtat från the Wayback Machine. på Gamefaqs
2. ↑  Tecmo Super NBA Basketball på Mobygames